# If commun
Taxus baccata
Espèce
Classification phylogénétique
Statut de conservation UICN

 LC  : Préoccupation mineure
Statut CITES
Répartition géographique
L’If commun, ou If à baies (Taxus baccata), est une espèce de conifères non résineux de la famille des Taxaceae. Très longévif et poussant lentement, c’est un arbre qui se prête bien à la taille. Il fait partie des plantes toxiques.
Une ivaie est un peuplement d'ifs. Devenu rares, ils sont protégés au titre d'habitat prioritaire en Europe. Les ivaies sont parfois ripicoles, et certaines étaient ou sont encore (en Algérie par exemple) des bois sacrés.

## Historique

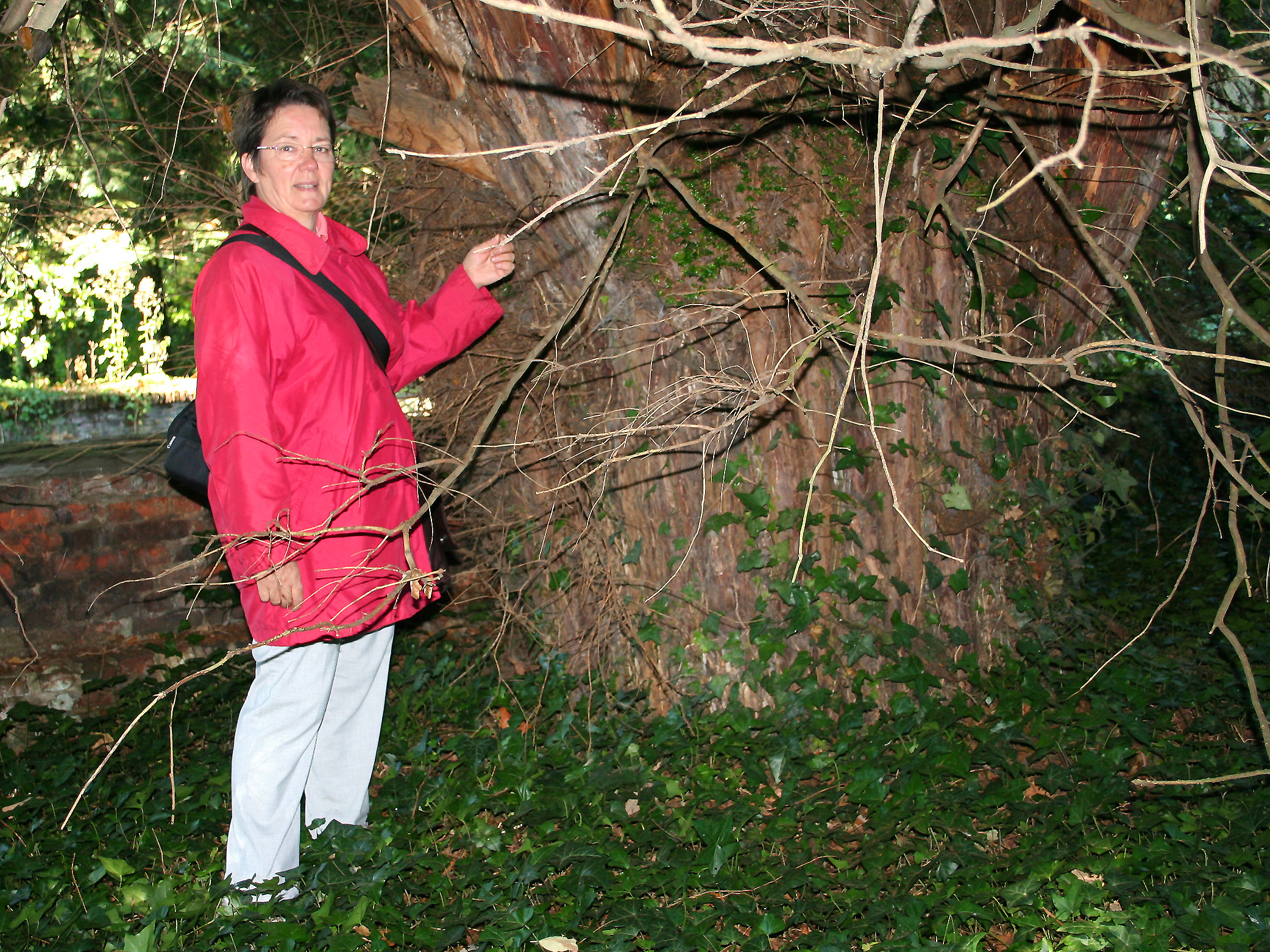
Tronc d'un if commun remarquable, planté par Martin de Hornes en 1568 à Braine-le-Château (Belgique) dans le Parc du château Robiano, en souvenir de l’exécution à Bruxelles, sur ordre du Duc d'Albe, de son parent Philippe de Montmorency, comte de Hornes.
Circonférence à 1,50 m du sol : 533 cm en 2008.

Du fait de son pouvoir narcotique, l'If est considéré comme étant nocif depuis Dioscoride, Galien et Pline. John Ray rapporte le fait que des jardiniers de Pise ne pouvaient couper cet arbre plus de trente minutes sans ressentir de violents maux de tête.
L'If commun était courant en Europe y compris en Grande-Bretagne, mais il a régressé en Angleterre lors de la période postglaciaire bien que les plantations par les humains aient étendu son aire de répartition naturelle et son abondance. Il est aujourd'hui assez courant sur les coteaux et collines calcaires du sud du pays (localement dominant, ou au contraire rare). Le climat (humidité) semble influencer sa géographie (dans les South Downs notamment), mais certains arbres, massifs ou bosquets d'ifs pourraient (comme entre le Hampshire et le Sussex) provenir d'arbres plantés pour marquer des limites de propriété.
Il peut aussi provenir de forêts secondaires anciennes abandonnées ou avoir germé dans des terriers de lièvres ou lapins alors que les pratiques agricoles modifiaient le paysage depuis le XVIIIe siècle. Au Royaume-Uni, les boisements d'ifs actuels sont retrouvés sur des pentes raides et hautes, souvent le long des limites de paroisses. Dans les années 1980, 16 bois d'ifs faisaient l'objet d'un programme de conservation dans les South Downs. Il était présent des plaines jusqu'en altitude à la limite de l'écotone supérieur des arbres alpins là où le substrat est calcaire. Là, l'anémomorphose lui donne des formes typiques de type port en drapeau.
L'If a longtemps été un symbole de mort :
- très toxique (selon certains auteurs, il a pu être utilisé comme poison de flèches lors de la Préhistoire);
- arbre des cimetières (depuis les Celtes pour qui il était sacré, il assurait le lien entre les vivants et les morts);

Il n'existe plus de forêts d'ifs en Europe alors qu'il devait y en avoir de très vastes dans l'Ouest de la France. Leur disparition s'explique par plusieurs raisons:
- les ifs étaient souvent arrachés puisque très toxiques pour le bétail et les équidés ;
- les forêts auraient été décimées pour fabriquer des arcs, par exemple  chez les Grecs, chez les Gaulois et dans toute l'Europe médiévale en particulier lors des guerres franco-anglaises, qui inclut notamment la guerre de Cent Ans ;
- le bois d'if, dur et homogène, a été très utilisé en ébénisterie et en marqueterie[4].

## Description
L'If commun peut atteindre 25 m de haut, mais la plupart des individus sont plus petits. Sa forme varie selon la place et la lumière dont il dispose, avec une cime irrégulière et un tronc court et noueux d'où partent des branches à quelques centimètres du sol. Les formes en buisson sont également fréquentes, et il se taille facilement.
Le tronc cannelé porte une écorce de couleur brune à brun rougeâtre (parfois très foncé voire pourpre). Cette écorce est assez fine et écailleuse (se détache généralement en fines écailles). Les rameaux sont souples et verts au moins la première année. Les feuilles sont des aiguilles un peu molles, plates de couleur vert foncé dessus et vert plus clair dessous. La plupart mesurent de 20 à 35 mm. Les aiguilles sont insérées en spirale autour des pousses.
L’if est une espèce dioïque : les fleurs des pieds mâles, jaunâtres produisent au printemps un pollen jaune pâle, abondant et assez lourd (grains  arrondis ou ovoïdes de 27 µm de diamètre en moyenne  (15 µm selon une autre source).

Les fleurs des pieds femelles sont verdâtres et forment des fruits charnus, rouge vif : les « arilles » qui, jadis étaient consommées en confiture. Seule la chair du fruit n'est pas toxique. Sucrés, les fruits sont consommés par les oiseaux, qui en rejettent la graine dans leurs excréments, ce qui contribue à la dispersion et à la reproduction de l'espèce. La graine toxique n'est pas digérée par ces animaux, mais elle est mortelle pour les mammifères qui la mâcheraient.

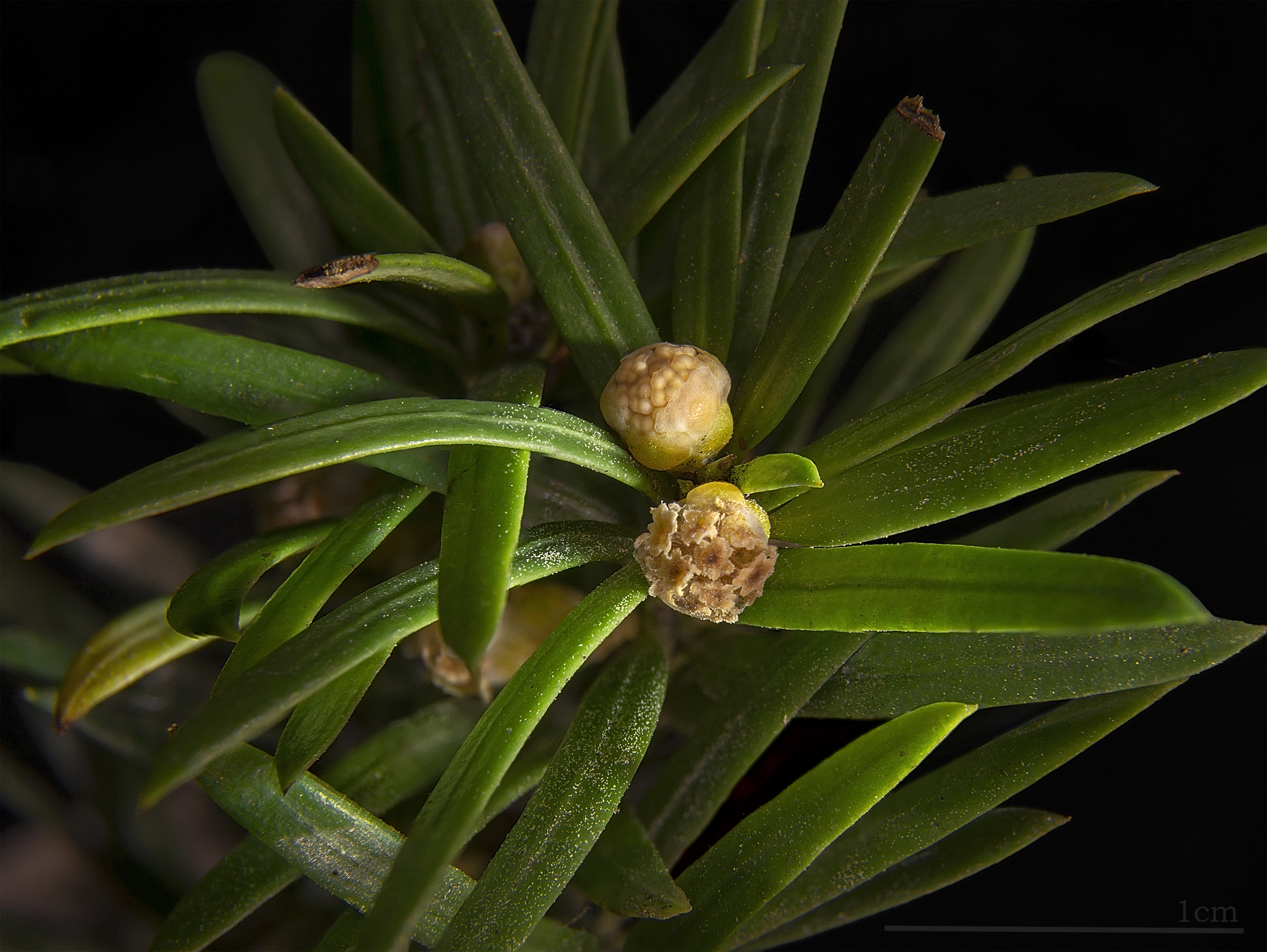
Fleurs d'if mâle. Jardin des plantes de Toulouse.
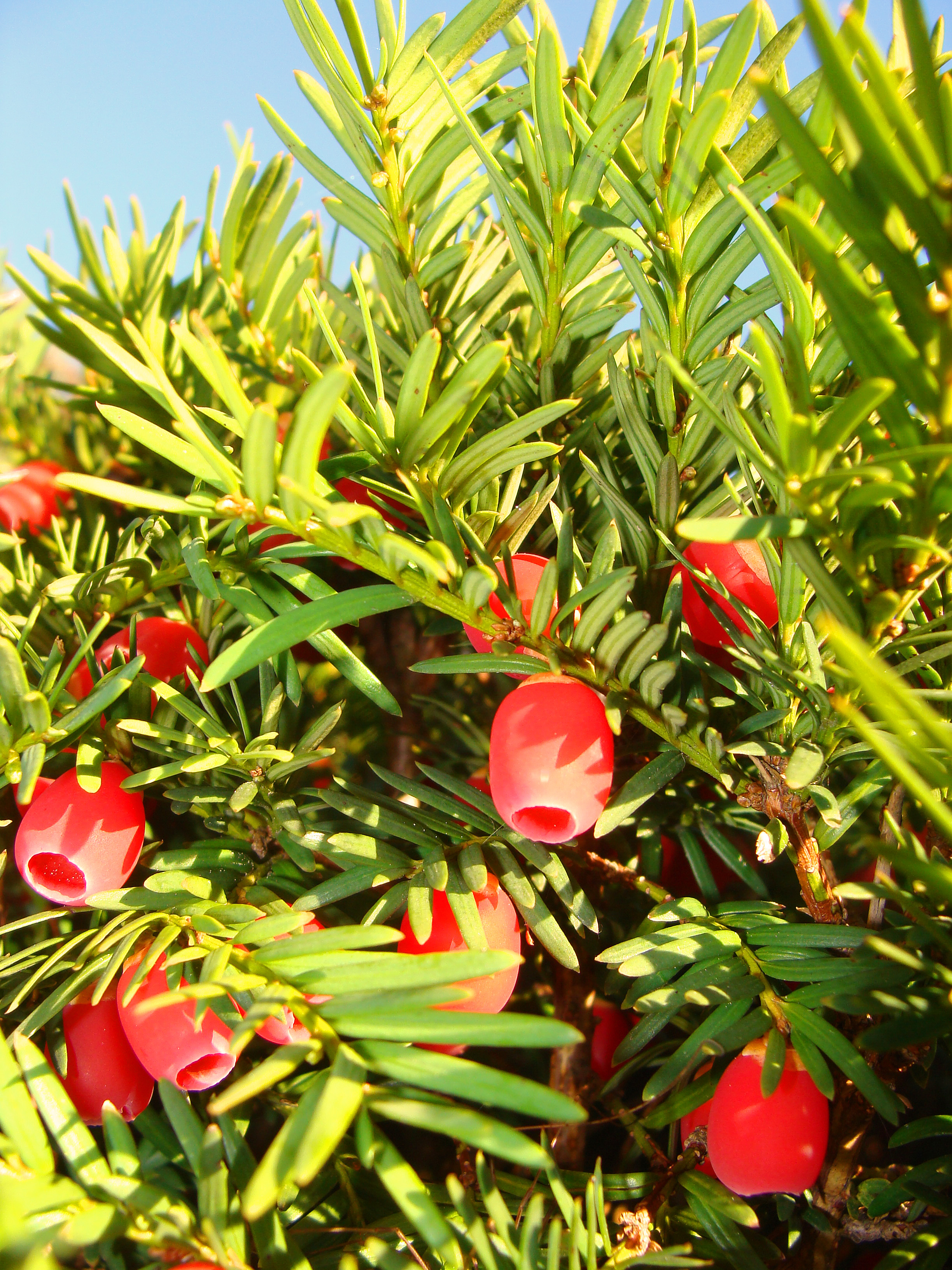
Arilles d'un plan femelle. Jardin rue de Carling à L'Hôpital (Moselle).
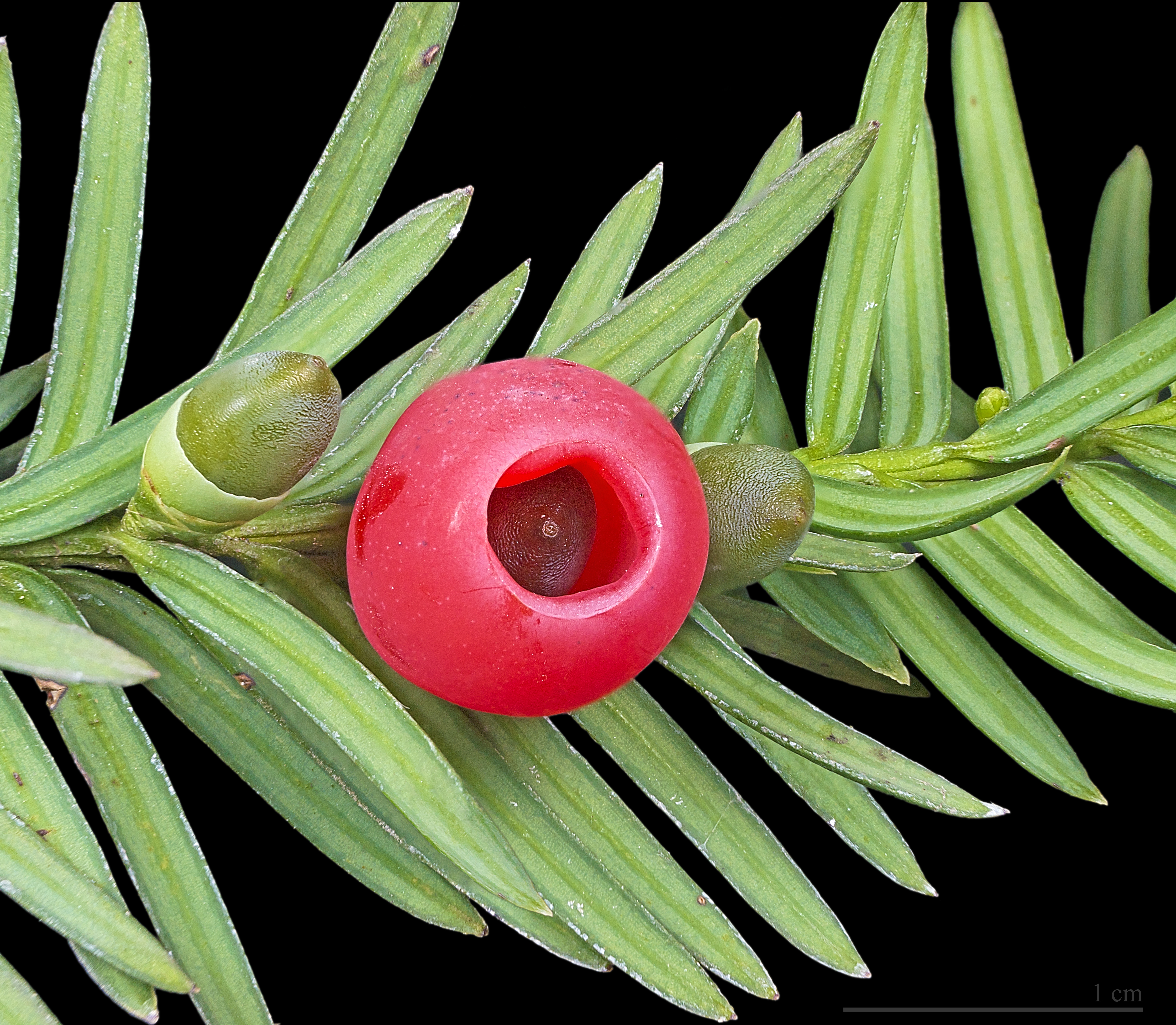
Fruit (arille) d'un pied femelle. Jardin des plantes de Toulouse.
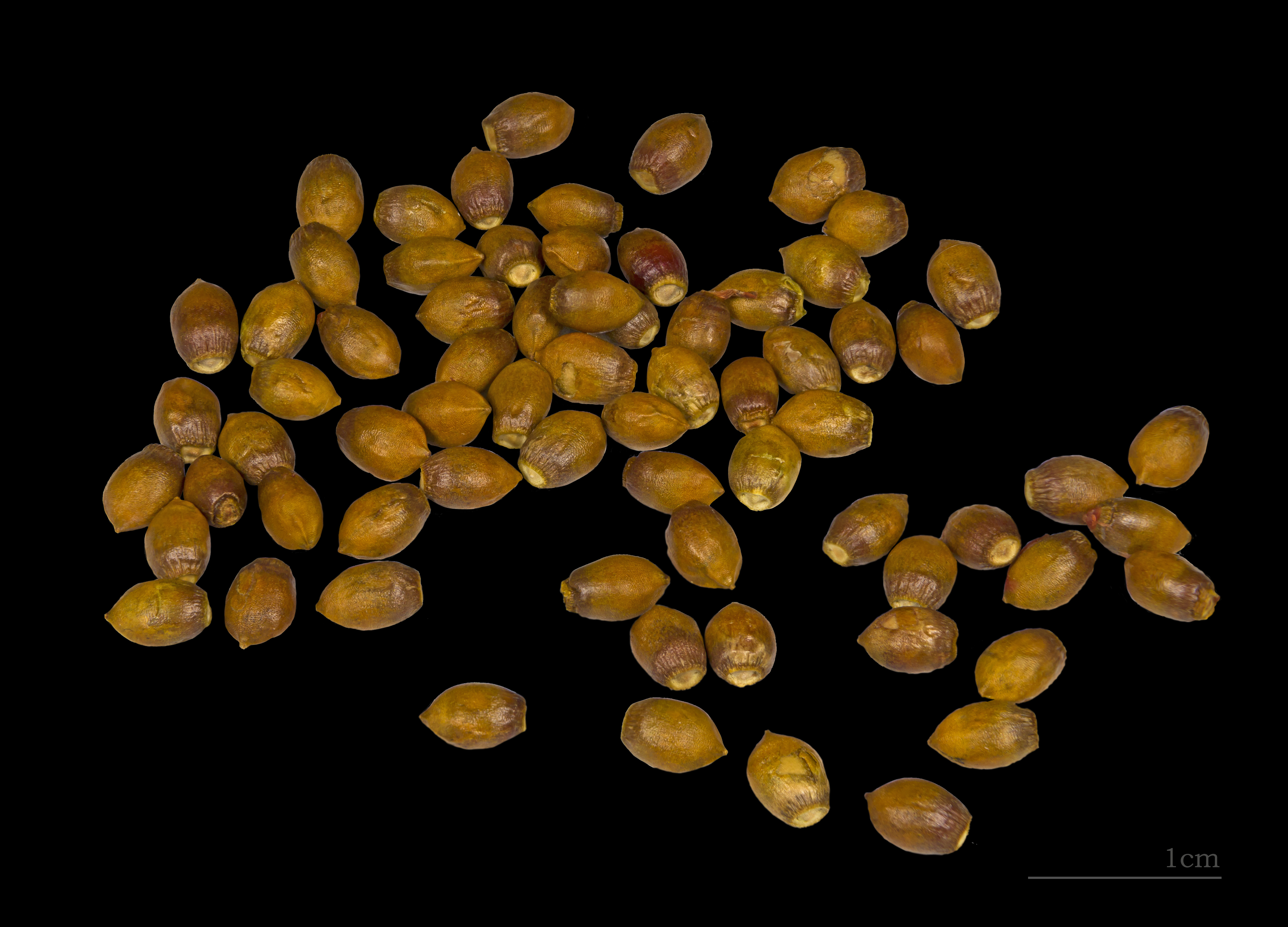
Graines. Jardin des plantes de Toulouse.
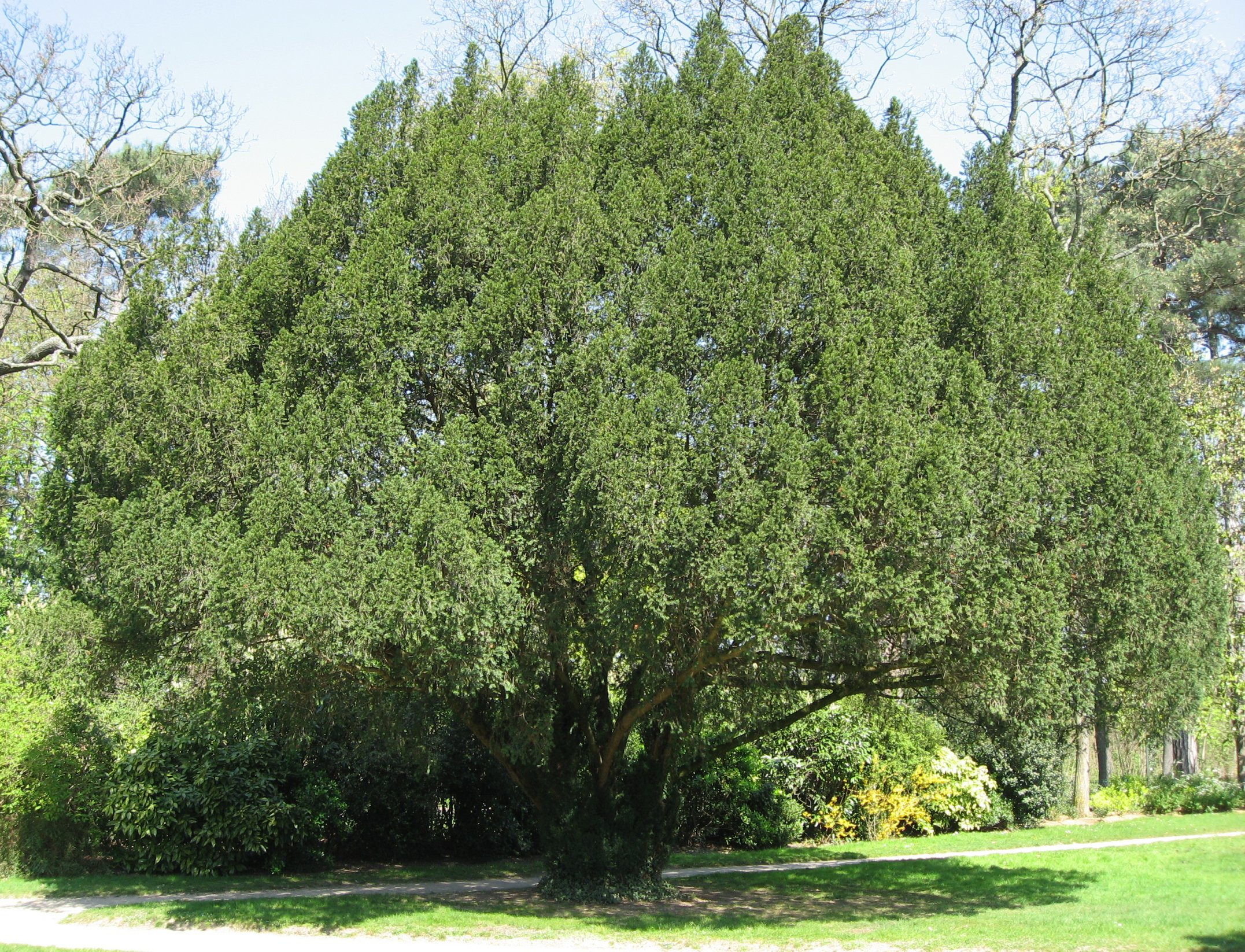
Au Jardin du Pré-Catelan.
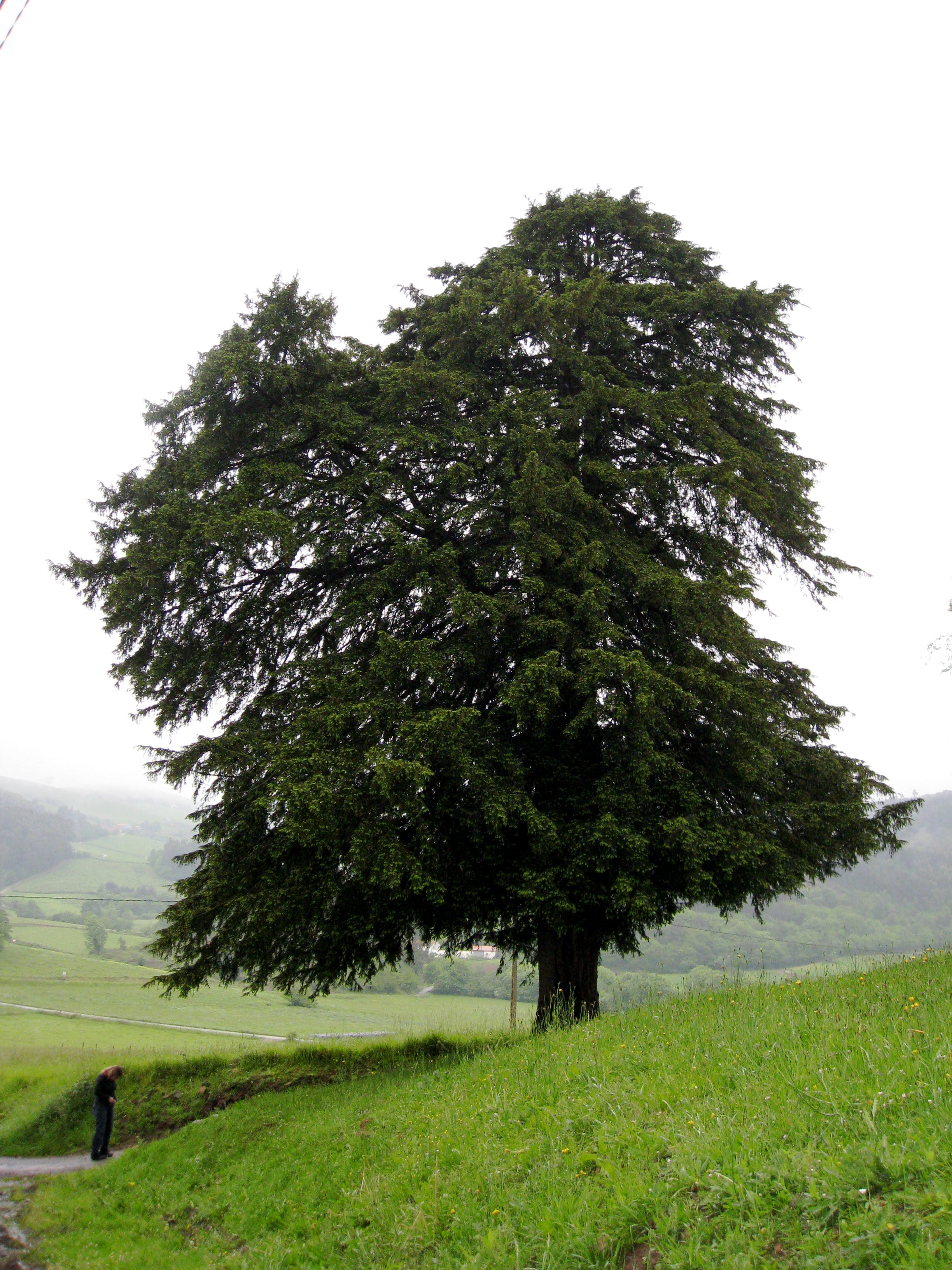
If commun, Espagne
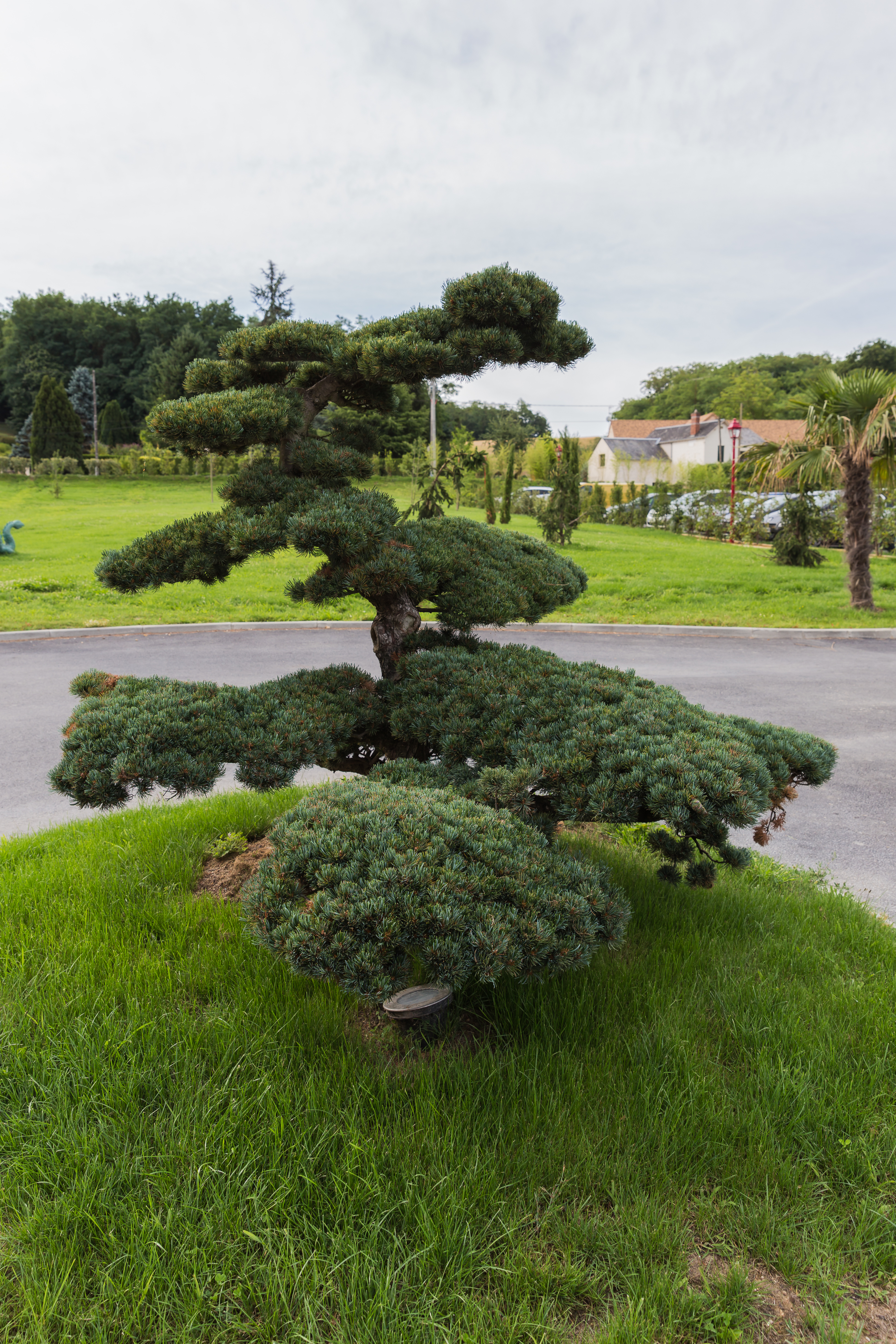
If commun dans les jardins de l'hôtel Les Pagodes de Beauval à Seigy, France.

## Origine, habitat et distribution
Originaire de la partie occidentale de l'Écozone paléarctique, l'If commun est essentiellement présent en sous-bois de feuillus (hêtraies et chênaies humides, voire sapinières...), principalement en basse montagne et moyenne montagne. Devenu rare à l'état naturel, il est cependant présent sur la majeure partie du territoire de la France métropolitaine (à l'exception notamment de la marge sud-ouest du Massif central, des Deux-Sèvres et des Vosges), en particulier dans les secteurs suivants : Bretagne, Normandie, Vosges du Nord, Corse, Chaînons-Provençaux (Sainte-Baume, Sainte-Victoire, Gorges du Verdon, où certains sujets auraient plus de 1 000 ans d'âge[réf. nécessaire]...)...

## État des populations, menaces et protection

### État des populations et menaces
Quelques reliques de peuplements d'ifs subsistent, tant en Europe de l'Ouest (en Belgique : peuplement de Barbençon ; en France : en bord de falaises dans les boucles de la Seine normande, en Corse et aux alentours de la cascade du château du Nideck (Bas-Rhin) ; en Allemagne : à Gößweinstein (Franconie), 4 400 ifs couvrent les flancs de la vallée du Wiesent, qui a été classée réserve naturelle; en Italie : dans les vallées proches de Tolmezzo dans la région du Frioul-Vénétie Julienne) qu'en Europe de l'Est, comme dans la réserve naturelle de Cisy Staropolskie, en Pologne, et à Plavno, en Slovaquie. Malgré une tolérance exceptionnelle à l'ombrage, c'est une essence peu compétitive dont la régénération naturelle est considérée comme de plus en plus difficile, peut-être en raison d'une augmentation des populations d'ongulés en forêt, en raison d'un appauvrissement de la diversité génétique des populations d'ifs, et d'une dérive génétique au sein des petites populations isolées.

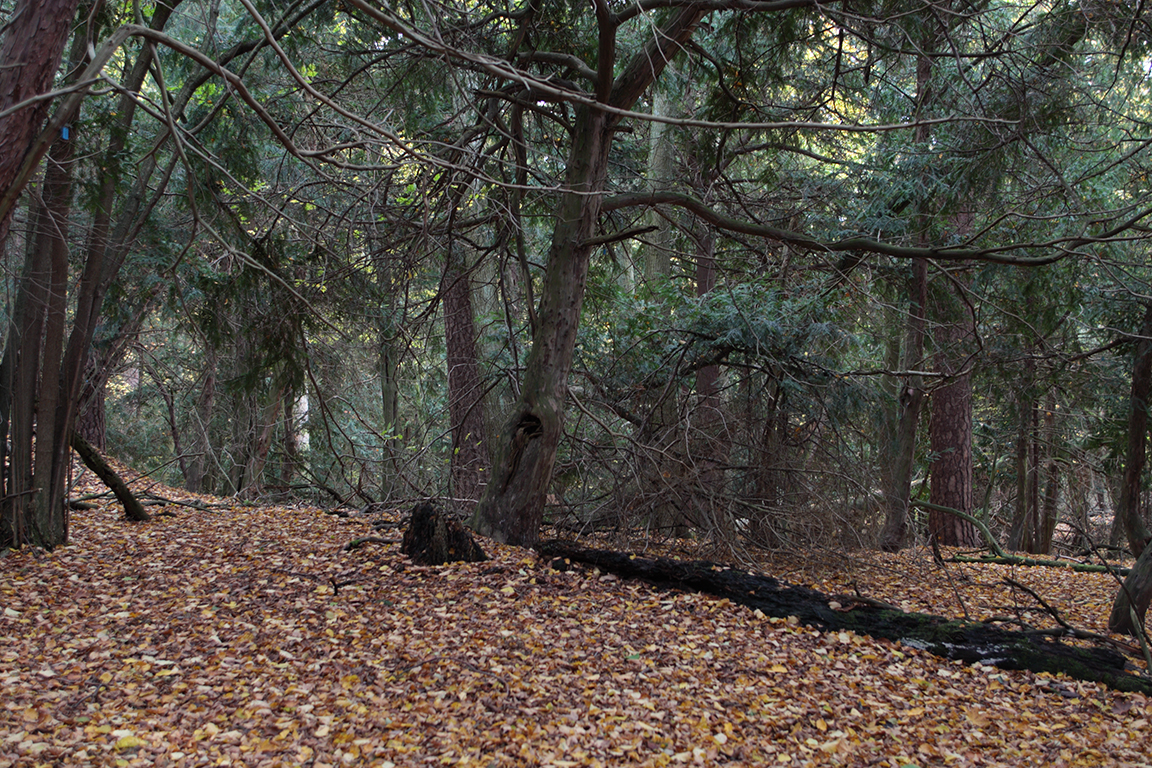
Quelques reliques de peuplements d'ifs subsistent en Europe de l'Est (ici dans la réserve naturelle de Cisy Staropolskie, en Pologne)

Il y a davantage de plants femelles que mâles dans les populations, surtout chez les petites populations. Une étude suisse ayant porté sur 14 peuplements a noté que le nombre de femelles augmentait proportionnellement dans les petites populations (62 % en moyenne dans les peuplements de moins de 150 individus) que dans les populations de plus de 200 individus, où l'on ne trouve que 53 % de femelles.
La Cécidomyie des bourgeons de l'If, une espèce de Diptère de la famille des Cecidomyiidae, est exclusivement inféodée à l'If commun. Sa larve provoque une galle dans les bourgeons. En cas de forte population, cette espèce abaisse le taux de croissance des Ifs ainsi que leur capacité de reproduction.
En Suisse, la fragmentation et l'éparpillement de petites populations a des impacts mesurés sur la diversité génétique de l'espèce qui ont été étudiés.

### Statuts de protection
L'espèce est évaluée comme non préoccupante aux échelons mondial, européen et français.
L'Union européenne considère ses peuplements comme habitat prioritaires.
En France, l’If commun fait l'objet d'une réglementation pouvant interdire « le ramassage ou la récolte et la cession [...] de ces végétaux ». Cette réglementation est notamment mise en place dans le département des Hautes-Alpes. Ses peuplements sont l'un des habitats prioritaires en Corse, où il était autrefois très présent en accompagnement du pin laricio dans les forêts insulaires, mais il a été presque éradiqué en raison de sa toxicité présumée pour le bétail. Il n'y subsiste plus que des reliques de peuplements dont certains sont menacés par le pâturage et les incendies. Il fait l'objet en Corse d'un plan de restauration (programme Life) en forêt territoriale du Fiumorbo, où les ifs sont bien conservés, et en forêt territoriale de Tova, où sa régénération semble encore difficile.

## Toxicité

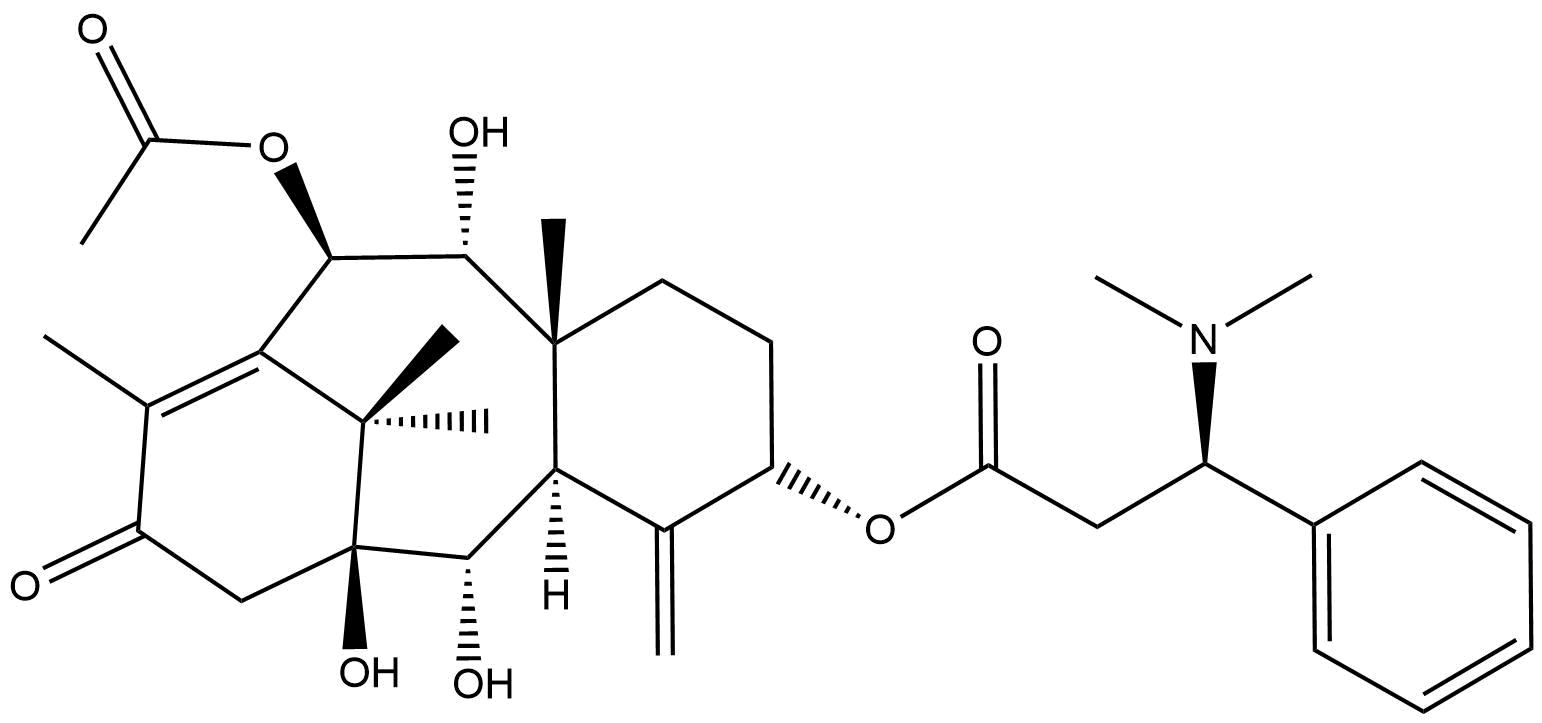
Structure moléculaire de la taxine B, un poison particulièrement toxique et mortel présent sur l'If commun.

Toutes les parties de l'arbre, sauf l'arille rouge entourant la graine, sont très toxiques car elles contiennent des alcaloïdes (taxine). De nombreux cas d'empoisonnements mortels sont signalés dans la littérature. Depuis 1960, plusieurs suicides par consommation de feuilles d'if ont été signalés dans le monde (feuilles consommées nature ou après préparation de décoctions). En 1989, dans l’État de New York, la baie d'if a été la première cause d'appel au centre antipoison local. Chaque année, de nombreux herbivores sont intoxiqués, parfois des troupeaux entiers. Le cheval, qui en est friand, est très sensible.
L'if, symbole d'immortalité pour les Anciens, de par sa longévité exceptionnelle, est aujourd'hui utilisé dans un cadre médical : en effet, à partir de l’écorce de l'if du Pacifique est extrait une substance cytotoxique : le taxol. Il y a cependant un problème : en 1988, pour fabriquer 2 kg de taxol, il a fallu détruire 12 000 ifs. Toutefois, le chimiste Pierre Potier et son équipe ont réussi à synthétiser, à partir d'une substance voisine extraite du feuillage (renouvelable) de l'if européen (taxus baccata), la 10-déacétyl-baccatine, un homologue du taxol encore plus puissant que ce dernier : le taxotère. Depuis, on plante donc activement des hectares d'ifs.

## Utilisation
L'If commun permet d'obtenir le taxol et le taxotère par hémisynthèse. Ce sont des molécules actives utilisées comme anticancéreux. Le taxotère une activité supérieure.

### Armement
Le bois d'if était très utilisé au Moyen Âge pour la confection des arcs et des arbalètes. Il est imputrescible et très stable en plus d'être à la fois robuste et d'une certaine souplesse : deux qualités essentielles pour un arc. Les Gallois, puis les Anglais, en firent le longbow (arc long anglais), dont l'utilisation se révéla décisive en 1346 lors de la bataille de Crécy.

### Horticulture

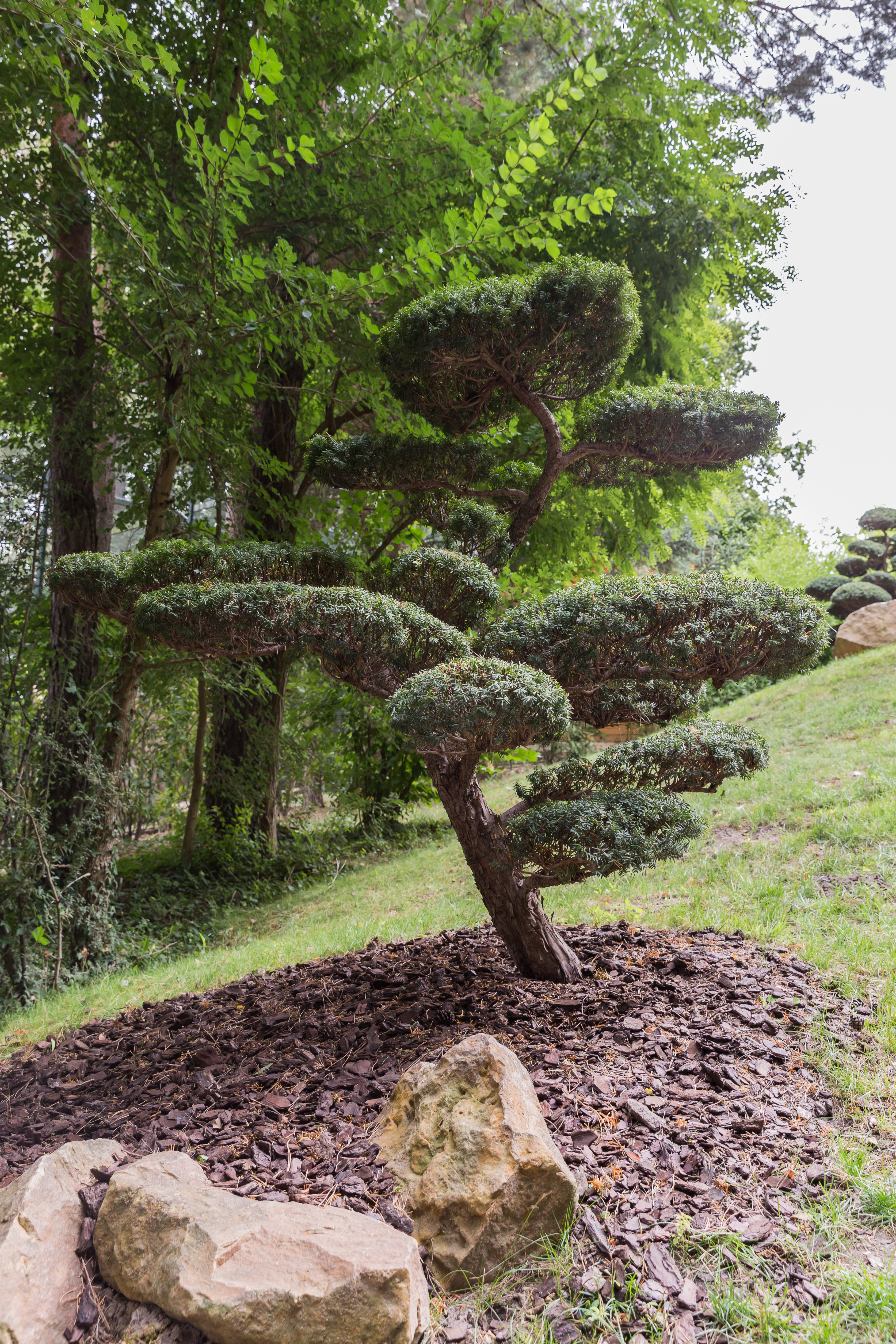
Taxus baccata (If commun) au ZooParc de Beauval à Saint-Aignan-sur-Cher, France.

L'if a été planté originellement dans les cimetières traditionnels, près des églises, puis dans les parcs et jardins, ce qui lui a probablement évité l’extinction au cours du Moyen Âge. On le trouve soit en pied isolé, soit sous forme de haies. Il en existe de nombreuses variétés ornementales. Une des plus répandues est l’if fastigié ou if d’Irlande, à port en colonne étroite.
Si l'on prend la circonférence pour déterminer leur âge, le plus ancien if de cimetière de France serait celui du Ménil-Ciboult, dans l'Orne, avec une circonférence de 13 m mesurée à 1,30 m de hauteur. En outre, plusieurs sujets normands dépassent les 10 m, ce qui leur confère un âge supérieur à 1 000 ans[réf. nécessaire].
Il se prête très bien à l’art topiaire grâce à sa grande facilité de bourgeonnement, permettant de constituer toutes sortes de formes, cônes, boules, formes animales...

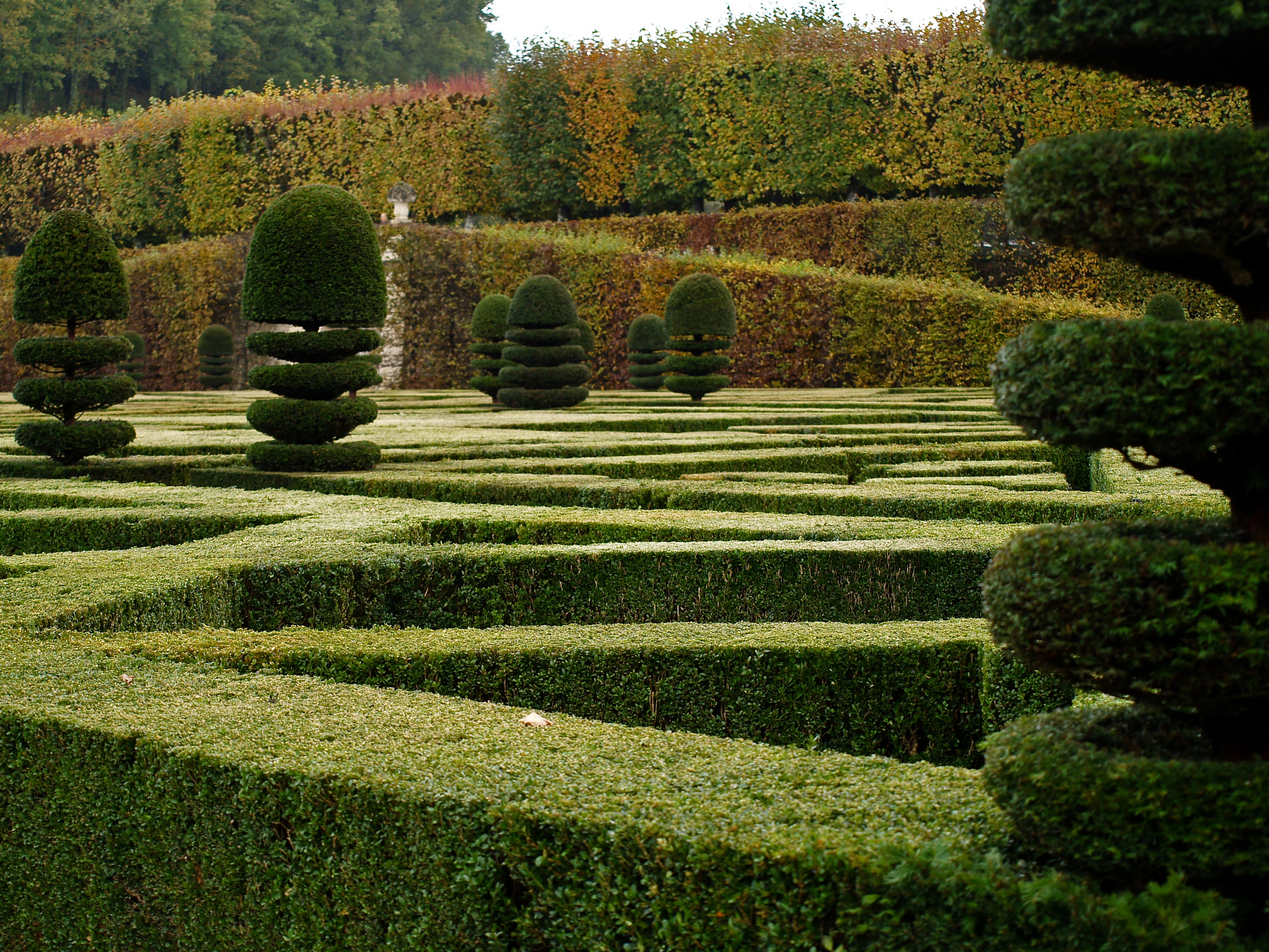
Ifs en topiaire dans les jardins du château de Villandry.

### Ébénisterie
Son bois, d'une belle teinte orangée-rougeâtre, est très prisé des ébénistes et luthiers. Ses qualités acoustiques sont en effet exceptionnelles[réf. nécessaire]. Il est également très recherché en marqueterie et son prix est très élevé.
Il est également recherché en tournage et en sculpture pour le contraste entre le cœur et l'aubier de son bois. Ce bois, rouge foncé et très dur, était et est encore apprécié pour la fabrication de petits objets et pour le placage décoratif. On l'utilise également dans la fabrication de meubles (notamment en Angleterre), des balustres de balcon (en Suisse), comme bois à tourner (pièces de jeu d'échecs), pour imiter par teinture l'ébène (Allemagne) et comme piquets de clôture imputrescible.

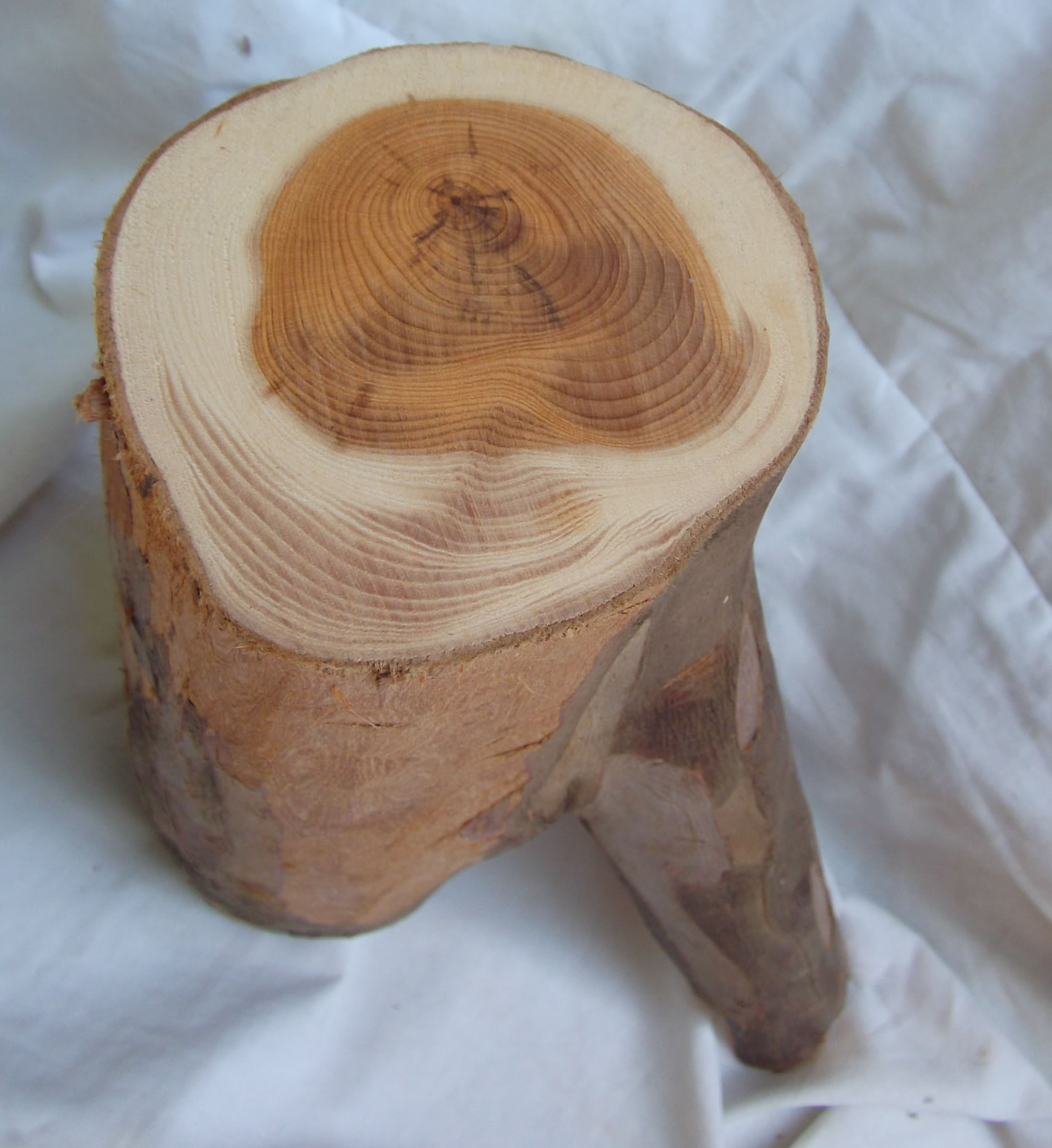
Coupe d'une branche d'if.

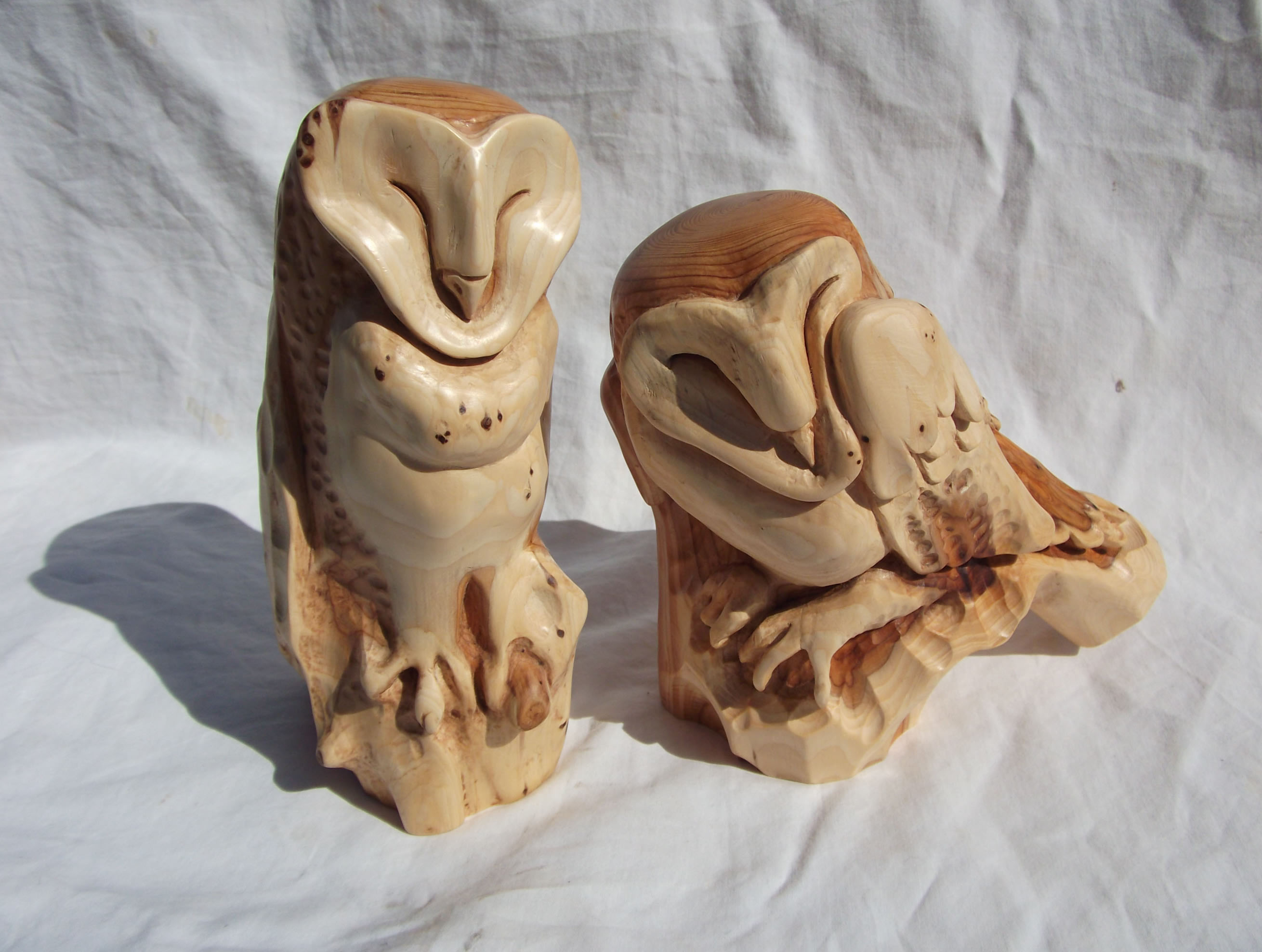
Sculptures en bois d'if.

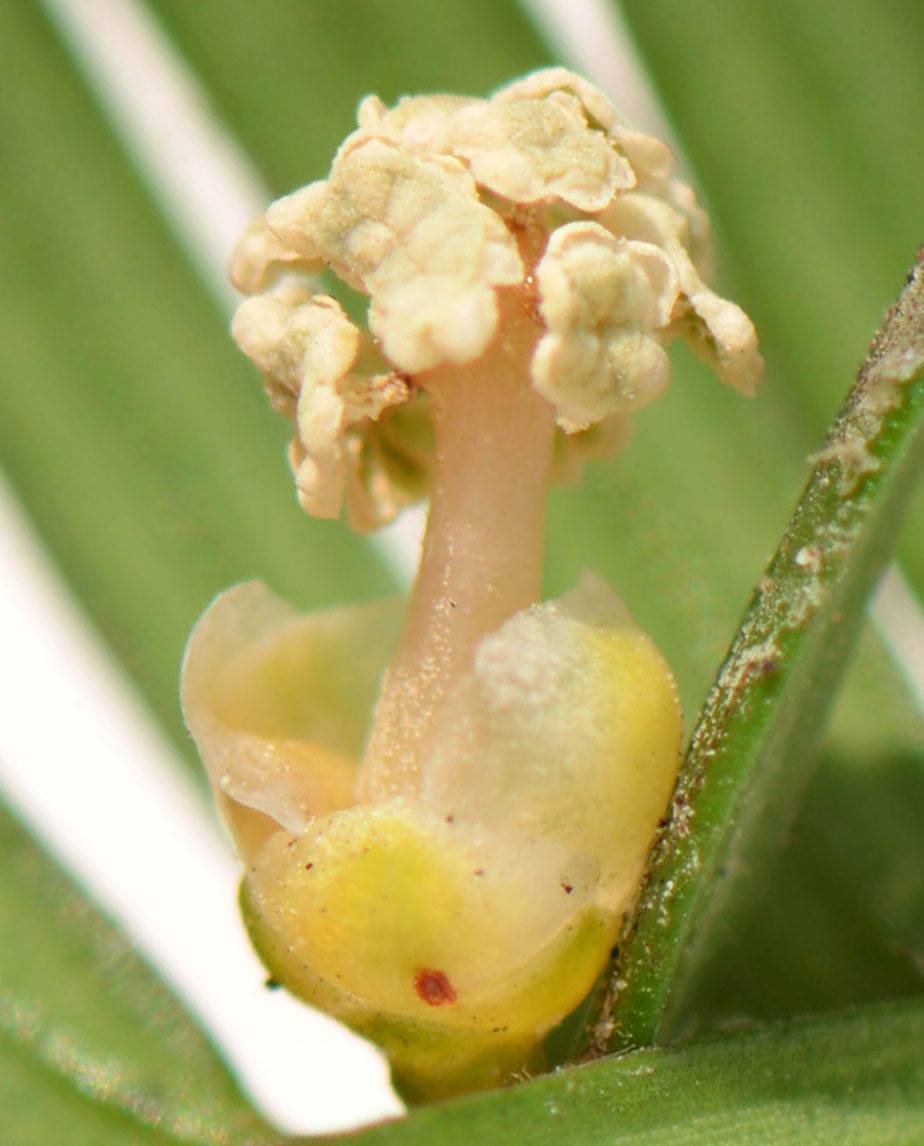
Fleur mâle de l'If (ici un 11 mars, dans le nord de la France).

### Alimentation
À condition de très soigneusement retirer sa graine, mortellement toxique, surtout si elle est mâchée car contenant un glucoside et des alcaloïdes dont l’éphédrine et la taxine), la pulpe de son fruit rouge (l’arille) est comestible (y compris chez l’espèce nord-Américaine Taxus canadensis utilisée comme arbre ornemental). Ce fruit est mucilagineux, goûteux et sucré. Il est directement consommable, ou par exemple utilisé dans une salade de fruit, dans de nombreux dessert, en confiture…
Ses feuilles (toxiques) sont réputées éloigner les insectes.

### Médecine
Des glucosides synthétisés à partir d'extraits de l'if, dont le Docétaxel, sont utilisés en oncologie pour traiter certains cancers mais avec beaucoup de précautions car ils sont très irritants.
Actuellement, les médicaments utilisant des molécules synthétisées à partir d'extraits d'if sont utilisés dans le traitement de
- Cancer du sein
- Cancer du sein métastatique
- Cancer de l'estomac
- Cancer de la tête et du cou
- Cancer du poumon (à non petites cellules)
- Cancer de la prostate
- Tumeurs solides

Dans son Dictionnaire des plantes médicinales et vénéneuses de France, Paul-Victor Fournier raconte que l'arbre était vénéré par les Celtes ; que selon Jules César, le suc d'If servait à empoisonner les armes de tribus gauloises ; et que le médecin grec Dioscoride, chirurgien des armées de Néron, avait même peur d'être empoisonné en dormant sous ses feuilles.

## Symbolique

### Calendrier républicain
Dans le calendrier républicain, l'If était le nom attribué au 18e jour du mois de pluviôse.

### Divers
Dans la saga Harry Potter de J.K. Rowling, la baguette originelle de Voldemort est en bois d'if.

## Variétés horticoles ou cultivars
- Taxus baccata 'Adperssa', (1828 ou 1838) rare : feuilles larges deux fois plus courtes, moins de 1 cm de long.
- Taxus baccata 'Adperssa aurea', feuillage plus jaune.
- Taxus baccata 'Amersfoort'. aiguilles très larges, presque ovales
- Taxus baccata 'Cavendishii'.
- Taxus baccata 'Compacta', forme naine.
- Taxus baccata 'Dovastonii Aurea'
- Taxus baccata 'Fastigiata' (if fastigié ou if d'Irlande). Forme élancée
- Taxus baccata 'Fastigiata Aurea'
- Taxus baccata 'Fastigiata Aureomarginata'
- Taxus baccata 'Horizontalis', croissance horizontale.
- Taxus baccata 'Lutea', fruits jaunes.
- Taxus baccata 'Mt. Peel'
- Taxus baccata 'Nutans'
- Taxus baccata 'Overeynderi'
- Taxus baccata 'Pyramidalis'
- Taxus baccata 'Repandens'
- Taxus baccata 'Semperaurea'
- Taxus baccata 'Silver Spire'
- Taxus baccata 'Standishii'